# Риддел, Крис
Крис Ридделл (англ. Chris Riddell) — британский иллюстратор детских книг, политический карикатурист журнала «The Observer» и писатель.

## Биография
Крис Ридделл родился в 1962 г. в ЮАР, где его отец работал священником. Семья возвратилась в Англию, когда он был ещё ребёнком. Крис показал артистический талант с раннего возраста, мать поощряла его увлечение. С детства его любимыми художниками были Джон Тенниел (оригинальный иллюстратор книги Льюиса Кэрролла «Алиса в Стране чудес») и Уильям Хит Робинсон. Сейчас живёт в Брайтоне с женой, сыновьями (Джозефом и Джеком) и дочерью (Кэти).

## Избранная библиография
Крис Ридделл плодовитый автор. Его личная библиография насчитывает более 40 книг. Как художник он проиллюстрировал порядка двух сотен книг. В России книги, как полностью авторские, так и иллюстраторские, издаются, в основном, издательством «АСТ», но не только. Можно выделить нескольких писателей, с которыми Ридделл работает постоянно. Это, в первую очередь, Пол Стюарт, с которым они близко дружат, с тех пор, как познакомились в детском саду, куда ходили их сыновья. Со Стюартом их связывает наиболее продуктивная работа, они являются соавторами сюжетов. А также Кэтрин Кейв, Ричард Платт и Нил Гейман.

### Автор и иллюстратор
- Император Абсурдии
- Рисуй каждый день! — блокнот с творческими заданиями на основе иллюстраций Риддела из других книг

##### Цикл о Юной Леди Гот
1. Юная Леди Гот и призрак мышонка / Goth Girl and the Ghost of a Mouse (2013)
2. Юная Леди Гот и праздник полной луны / Goth Girl and the Fete Worse than Death (2014) 2,5. Юная леди Гот и Королева пиратов / Goth Girl and the Pirate Queen (2015 World Book Day edition) — специальное издание к Всемирному дню книги, в России не издавалась
3. Юная Леди Гот и грозовые псы / Goth Girl and the Wuthering Fright (2015)
4. Юная Леди Гот и роковая симфония / Goth Girl and the Sinister Symphony (2017)

##### Цикл об Оттолине Браун
1. Оттолина и желтая кошка / Ottoline and the Yellow Cat (2007)
2. Оттолина идёт в школу / Ottoline Goes to School (2008)
3. Оттолина на море / Ottoline at Sea (2010)
4. Оттолина и Пурпурный Лис / Ottoline and the Purple Fox (2017)

### Иллюстратор

##### Совместно сНилом Гейманом
- "Никогде" (Neverwhere)
- "Коралина" (Coraline)
- "История с кладбищем" (The Graveyard Book)
- "Но молоко, к счастью..." (Fortunately, the milk...)
- "Дева и веретено"

## Премии
- «Дневник пирата. Записки Джейка Карпентера» - медаль конкурса Кейт Гринуэй (2001)
- «Ещё кое-что» Кэтрин Кейв - шорт-лист конкурса Кейт Гринуэй
- «Ещё кое-что» Кэтрин Кейв - премия «Умники»
- «Ещё кое-что» Кэтрин Кейв  - приз ЮНЕСКО